# Джерово
Джерово е село в Южна България. То се намира в община Кирково, област Кърджали.

## География
Село Джерово се намира в планински район. Разположено е до гръцката граница. Най-близкият град до село Джерово е град Кирково.
Селото е в подножието на планина Родопи и теренът е много плодороден, а на места около селото скалист.
Времето през пролетта е приятно и топло. През лятото доста горещо и понякога достига температури до 40 градуса Целзий. През есента има много проливни дъждове със силни ветрове и гръмотевици. През зимата има много сняг и е доста студено, но се открива прекрасна гледка към планина Родопи.

## История
До 1934 година селото се нарича Арабаджии.

## Население
Преброяване на населението през 2011 г.
Численост и дял на етническите групи според преброяването на населението през 2011 г.:
|                     | Численост | Дял (в %) |
| Общо                | 335       | 100,00    |
| Българи             | 323       | 96,41     |
| Турци               | 0         | 0,00      |
| Цигани              | 0         | 0,00      |
| Други               | 0         | 0,00      |
| Не се самоопределят | 0         | 0,00      |
| Неотговорили        | 12        | 3,58      |